# Horikawaea tjibodensis
Horikawaea tjibodensis là một loài Rêu trong họ Pterobryaceae. Loài này được (M. Fleisch.) Meng-Cheng Ji & Enroth mô tả khoa học đầu tiên năm 2006.